# 개구리미나리
개구리미나리(Ranunculus tachiroei)는 한국 각처 산이나 들의 습지에 나는 두해살이풀이다. 길이는 50-100cm이다. 근생엽과 밑부분의 경생엽은 잎자루가 길고, 2회 3출의 작은잎으로 된 겹잎, 작은잎은 길이 3-6cm, 깊게 2-3갈래, 가장자리에 불규칙한 톱니 모양이다. 꽃은 취산꽃차례로 노란색이며 지름 1cm 내외이다. 꽃받침은 5장, 연녹색, 겉에 털이 약간 있다. 열매는 수과로 화탁에 모여 별사탕 모양의 열매 덩이를 형성한다. 줄기와 잎은 약용으로 쓴다.